# Taketomi-jima
Taketomi-jima (竹富島, « île Taketomi », Tēdun en yaeyama, Dakidun en okinawaïen) est une des îles secondaires de l'archipel des îles Yaeyama au sud-ouest du Japon, faisant partie de l'archipel Sakishima, avec les îles Miyako à l'est et les îles Senkaku plus au nord, et donc des îles Ryūkyū. Taketomi appartient au bourg de Taketomi dans la préfecture d'Okinawa. L'île principale de cet archipel est Ishigaki-jima (ville d'Ishigaki).

## Géographie
Située à dix minutes en bateau de l'île Ishigaki, cette île a un village en son centre, également nommé Taketomi. Taketomi a une population de 320 habitants (2022) et une superficie de 5,43 km2 (quatre kilomètres sur six). L'île ayant une forme plutôt circulaire, tous les lieux sont accessibles en marchant. Il y a aussi divers endroits du village où l'on peut louer des vélos. La tour d'observation Nagomi (なごみのとう) au centre du village permet de s'en rendre compte. Il y a très peu de voitures, excepté des minibus pour recevoir les touristes.
Taketomi est connue pour ses maisons traditionnelles, ses murs de coraux bordants chaque habitation et ses rues sableuses, la rendant appréciée des touristes. Les fleurs de bougainvilliers et d’hibiscus y fleurissent toute l’année. Diverses règles ont été mises en place afin d'empêcher les déplaisantes constructions modernes de gâcher la beauté de l'île, tel que le remplacement des murs de coraux par des murs en bétons. Les activités touristiques populaires sont la relaxation à la plage, la visite du village en charrette à bœuf, et simplement la marche ou le vélo autour de l'île en profitant du charme du village traditionnel et du paysage.
Le climat y est subtropical. La température la plus froide l’hiver est de 13 à 14°C la nuit mais cela reste rare.
Cette île est aussi connue pour ses belles plages, la plus connue étant la plage de Kondoi pour s’y baigner, et Kaiji pour y récolter son sable étoilé (星砂, hoshizuna).
À noter que les tombes sont monumentales, d'un style totalement différent de ce que l'on voit sur Honshū.